# Crandola Valsassina
Crandola Valsassina es una localidad y comune italiana de la provincia de Lecco, región de Lombardía, con 259 habitantes.

## Evolución demográfica
| Gráfica de evolución demográfica de Crandola Valsassina entre 1861 y 2001 |
|                                                                           |
| Fuente ISTAT - elaboración gráfica de Wikipedia                           |